# Religioni in Venezuela
Il cristianesimo è la religione più diffusa in Venezuela. Secondo il censimento del 2011, i cristiani sono circa l'88% della popolazione e sono in maggioranza cattolici; il 3% circa della popolazione segue altre religioni (di cui l'1% le religioni afroamericane); l'8% della popolazione non segue alcuna religione e l'1% della popolazione non specifica la propria affiliazione religiosa. Una stima dell'Association of Religion Data Archives (ARDA) riferita al 2015 dà i cristiani al 92,5% circa della popolazione, coloro che non seguono alcuna religione al 4,5% circa della popolazione e coloro che seguono altre religioni al 2% circa della popolazione, mentre l'1% circa della popolazione non dichiara la propria affiliazione religiosa.

## Religioni presenti

### Cristianesimo
Secondo il censimento del 2011, i cattolici rappresentano il 71% della popolazione, mentre i protestanti e i cristiani di altre denominazioni rappresentano il 17% della popolazione.
La Chiesa cattolica in Venezuela è rappresentata principalmente dalla Chiesa latina, presente con 9 sedi metropolitane, 27 diocesi suffraganee,  8 vicariati apostolici e un ordinariato militare. Le Chiese cattoliche di rito orientale sono presenti in Venezuela con 2 esarcati apostolici, uno per la Chiesa cattolica sira e uno per la Chiesa cattolica greco-melchita. 
La maggiore corrente protestante in Venezuela è costituita dai pentecostali, che riuniscono circa il 40% dei protestanti venezuelani. Gli altri gruppi protestanti presenti nel Paese sono i battisti, gli avventisti del settimo giorno, i luterani, i presbiteriani, e i metodisti. Gli anglicani sono presenti con la Chiesa episcopale anglicana del Venezuela, che fa parte della Comunione anglicana. 
La Chiesa ortodossa è presente con la Chiesa greco-ortodossa, la Chiesa ortodossa serba, la Chiesa ortodossa russa e la Chiesa ortodossa rumena; gli ortodossi rappresentano circa lo 0,1% della popolazione.
I cristiani di altre denominazioni rappresentano circa l'1% della popolazione; i gruppi più consistenti sono i Testimoni di Geova e la Chiesa di Gesù Cristo dei Santi degli Ultimi Giorni (i Mormoni). 

### Religioni afroamericane e culti sincretisti
Fra le religioni afroamericane praticate in Venezuela, la maggiormente seguita è la santeria; è praticato anche il culto degli orisha. Vi sono anche forme di sincretismo religioso, come quello riguardante la figura di Maria Lionza.

### Altre religioni
Tra le religioni non cristiane, in Venezuela sono presenti l'islam (seguito da immigrati dal Medio Oriente), il buddhismo (seguito da immigrati di origine asiatica) e il bahaismo; vi sono anche piccoli gruppi di seguaci dell'ebraismo, dell'induismo e della religione tradizionale cinese.